# Moviment per un ciclisme creïble
El Moviment per un ciclisme creïble (en francès i oficialment Mouvement pour un Cyclisme Crédible, MPCC) és una associació creada el 24 de juliol de 2007 pels equips ciclistes professionals AG2R Prévoyance, Agritubel, Bouygues Telecom, Cofidis, Crédit Agricole, Française des Jeux i Gerolsteiner amb l'objectiu de defensar un ciclisme net, concretament basant-se en l'estricte respecte al codi ètic estableri per l'UCI. Els equips Rabobank i T-Mobile van unir-se al moviment després de la seva creació oficial.

## Creació[calcitació]
El 5 de juliol, la vigília de la sortida del Tour de França de 2007 a Londres, vuit formacions van abandonar la reunió de l'AIGCP: es tractava d'AG2R Prévoyance, Agritubel, Bouygues Telecom, Cofidis, Crédit Agricole, Française des Jeux, Gerolsteiner i T-Mobile. Aquests equips protestaven contra el fet que les decisions preses per unanimitat per l'AIGCP sobre el dopatge i la carta ètica no s'aplicaven.
El 24 de juliol, segona jornada de repòs del Tour 2007, aquest equips, menys el T-Mobile, a causa de la revelació del positiu de Patrik Sinkewitz en testosterona, van decidir crear el Moviment per un ciclisme creïble.
Tots els equips que comparteixen l'ètica del MPCC són convidats pels 7 equips creadors a unir-se a l'organització si aquests ho desitgen. D'aquesta manera, l'equip holandès Rabobank va unir-se al moviment després de la seva creació oficial.

## Ambicions[calcitació]
L'objectiu del Moviment per un ciclisme creïble és un estricte respecte del codi ètic. Els equips van més enllà. Ells prohibeixen per exemple a tot corredor durant 15 dies si aquest corredor està malalt i necessita una injecció de corticoesteroides.

## Història
El mateix dia de la seva creació, el MPCC va tenir feina per fer: Algunes hores després de l'anunci de la creació de l'associació, el control positiu d'Aleksandr Vinokúrov va ser revelat, ocasió pels corredors dels equips membres del MPCC de plantar-se durant uns minuts a la sortida de l'etapa de l'endemà, la 16a, el dimecres 25 de juliol.
El MPCC va conèixer un episodi dolorós, el mateix dimecres 25 de juliol: el control positiu en testosterona de Cristian Moreni, corredor de l'equip Cofidis, revelat al final de l'etapa, va conduir la formació francesa, membre del MPCC, a retirar-se del Tour de França. La credibilitat del MPCC, tot just nascut, va ser atacada per aquest cas de dopatge.
El setembre de 2009, l'equip Columbia va ser exclòs per infringir l'ètica del moviment.
L'octubre de 2012, Rabobank, que patrocinava l'equip homònim, va anunciar abandonar el ciclisme. Uns dies després, el MPCC va anunciar que 5 nous equips formarien part del moviment: Lotto-Belisol, Saur-Sojasun, NetApp-Endura, Orica-GreenEDGE i IAM Cycling.

## Equips membres
Membres al 2017.
| - Equips WorldTeam - AG2R La Mondiale - Bora-Hansgrohe - Cannondale-Drapac - Team Dimension Data - FDJ - Lotto-Soudal - Team Sunweb | - Equips continentals professionals: - Androni Giocattoli - Aqua Blue Sport - Caja Rural - CCC Sprandi Polkowice - Cofidis - Israel Cycling Academy - Delko-Marseille Provence-KTM - Direct Énergie - Fortuneo-Oscaro - Manzana Postobón Team - Team Novo Nordisk - Roompot-Oranje Peloton - Topsport Vlaanderen-Baloise - Unitedhealthcare - Vérandas Willems-Crelan - Nippo-Vini Fantini - Wanty-Groupe Gobert - WB Veranclassic Aqua Protect | - Equips continentals: - Color Code-Arden'Beef - Armée de Terre - Development Team Sunweb - Euskadi Basque Country-Murias - GM Europa Ovini - HP BTP-Auber 93 - Rally Cycling - Roubaix Lille Métropole - SEG Racing Academy - Team Coop | - equips femenins : - FDJ Nouvelle-Aquitaine Futuroscope - Lotto-Soudal Ladies - Rally Cycling Women - Team Sunweb - Tibco-Silicon Valley Bank - Unitedhealthcare Women |